# Ulrich Fahl
Ulrich Fahl (* 26. Juni 1933 in Königsberg; † 1. Oktober 2004 in Berlin)  war ein deutscher Politiker der DDR-Blockpartei CDU. Er war Vorsitzender des CDU-Bezirksverbandes Magdeburg und Abgeordneter der Volkskammer der DDR.

## Leben
Der Sohn eines kaufmännischen Angestellten besuchte die Oberschule in Mecklenburg und absolvierte von 1948 bis 1950 eine Lehre als Verwaltungsangestellter. 1948 trat er in den FDGB und die CDU ein. Von 1950 bis 1952 arbeitete er als Amtsleiter beim Rat der Stadt Schwerin. 1952 war er kurzzeitig Vorsitzender des CDU-Kreisverbandes Schwerin. Nach Auflösung der Länder und Neubildung der Bezirke wurde er im Sommer 1952 stellvertretender Vorsitzender des CDU-Bezirksverbandes Rostock. 1953 ging er als Abteilungsleiter des CDU-Hauptvorstandes nach Berlin und wurde 1954 Mitglied des Hauptvorstandes.
Von 1960 bis Juni 1971 wirkte er als Vorsitzender des CDU-Bezirksverbandes Magdeburg und gehörte von 1961 bis 1971 als Abgeordneter dem Bezirkstag Magdeburg an. Ein Fernstudium an der Agraringenieurschule Haldensleben von 1965 bis 1967 schloss er als Staatlich geprüfter Landwirt ab.
Im Juni 1971 wurde er zum Sekretär des Hauptvorstandes, 1972 zum Mitglied des Präsidiums des Hauptvorstandes gewählt. Diese Funktionen hatte er bis November 1989 inne. Er hatte bei der Wahl der neuen CDU-Führung am 10. November 1989 nicht die erforderliche Mehrheit der Stimmen erhalten. Von November 1971 bis März 1990 war er auch Abgeordneter der Volkskammer. Hier war er von 1971 bis 1986 Mitglied des Ausschusses für Nationale Verteidigung, von 1976 bis November 1989 stellvertretender Vorsitzender der CDU-Fraktion und seit 1986 Vorsitzender des Ausschusses für Eingaben der Bürger.
1981 wurde er Vizepräsident der Freundschaftsgesellschaft DDR-Mexiko. Im November 1989 wurde er Erster Stellvertreter des Bürgermeisters von Berlin-Mitte und war dann von Februar bis Mai 1990 amtierender Stadtbezirksbürgermeister.
Fahl starb im Alter von 71 Jahren. Seine Urne wurde auf dem Waldfriedhof Müggelheim beigesetzt.

## Auszeichnungen
- Verdienstmedaille der DDR
- Zweimal Orden Banner der Arbeit Stufe I
- Verdienstmedaille der Nationalen Volksarmee in Silber
- Vaterländischer Verdienstorden in Bronze und in Silber